# Torrelaguna
Torrelaguna est une commune de la communauté de Madrid, en Espagne.

## Personnalités liées à la ville
- Chani Martín (1973-), acteur et chanteur espagnol.